# Escut de Sant Martí de Torroella

Escut oficial de Sant Martí de Torroella

L'escut oficial de Sant Martí de Torroella té el següent blasonament: Escut caironat: de sinople, una torre d'argent tancada de sable acostada d'una espasa d'argent a la destra i d'una ferradura d'argent a la sinistra.
Va ser aprovat el 14 de setembre del 2005 i publicat al DOGC el 29 del mateix mes amb el número 4479. La torre és un senyal parlant relatiu a l'etimologia del nom del poble (Torroella prové del llatí Turricella, "torre petita") i és una de les dues torres representades a l'escut de Sant Joan de Vilatorrada, municipi del qual forma part Sant Martí de Torroella, que originàriament en fou la capital i el poble principal. L'espasa i la ferradura són símbols al·lusius a sant Martí, patró del poble. Com és habitual en tots els escuts de les entitats municipals descentralitzades, el de Sant Martí de Torroella tampoc porta corona.

## Bandera

Bandera oficial de Sant Martí de Torroella

La bandera oficial de Sant Martí de Torroella té la següent descripció: 
Bandera apaïsada, de proporcions dos d'alt per tres de llarg, verd fosc, amb el tercer terç vertical blanc; amb un pal blanc de gruix 1/6 de la llargària del drap al centre del camper verd, i carregat al mig d'un de negre, de gruix 1/36 de la mateixa llargària, i amb dos altres pals iguals blancs de gruix 1/36 equidistants del central.
Va ser aprovada el 25 de novembre de 2008 i publicada al DOGC el 9 de desembre del mateix any amb el número 5274.